# Howell Cobb
Howell Cobb (Louisville, 7 settembre 1815 – New York, 9 ottobre 1868) è stato un politico e generale statunitense.
Fu uno dei principali statisti statunitensi della prima metà del XIX secolo. Importante esponente del Partito Democratico, fu speaker della Camera dei rappresentanti degli Stati Uniti tra il 1849 e il 1851 e Segretario al tesoro per il presidente James Buchanan tra il 1857 e il 1860. Nonostante le sue origini sudiste e la sua posizione sociale di piantatore schiavista altolocato, inizialmente era di convinzioni unioniste e tentò di opporsi alla sempre più probabile secessione del Profondo Sud, e fu uno dei principali artefici del compromesso del 1850, che ritardò lo scoppio della guerra di secessione americana di un decennio.
Gli sforzi di Cobb nel corso degli anni 1850 per mantenere la pace tuttavia furono vani. Dopo fallimentari tentativi di riconciliazione nazionale, come la fondazione del Partito di Unione Costituzionale e una candidatura a presidente, poco prima che la guerra civile scoppiasse rassegnò le dimissioni da tutti gli incarichi federali e rientrò al Sud, divenendo uno dei principali fondatori degli Stati Confederati d'America. Convertitosi alla causa secessionista, fu presidente del Congresso provvisorio confederato tra il 1861 e il 1862, e alla dissoluzione di questo entrò a far parte dell'esercito confederato, comandando una delle ultime resistenze sudiste alla battaglia di Columbus del 1865. Fu, inoltre, uno dei fondatori della prigione di Andersonville, uno dei primi esempi storici di campo di concentramento.
Nonostante i suoi precedenti sforzi per mantenere la pace, il suo ruolo nella fondazione e nell'amministrazione della Confederazione l'ha reso uno dei sudisti più noti della storia degli Stati Uniti d'America, e la sua figura rimane estremamente controversa e divisiva. Nel 2020, in un tentativo di dissociarsi dalla memoria di Howell Cobb, Nancy Pelosi ha decretato la rimozione del suo ritratto dai palazzi governativi di Washington.

## Biografia

### Infanzia e famiglia
Howell Cobb nacque il 7 settembre 1815 nella piantagione familiare di Cherry Hill, vicino Louisville, in Georgia, figlio primogenito dei piantatori John Addison Cobb (1788-1855) e Sarah Rootes (1792-1865). I genitori erano giunti da poco in Georgia: il padre, colonnello dell'esercito statunitense di lontane ascendenze gallesi, era nativo della Carolina del Nord, mentre la madre della Virginia. Era il primo figlio della coppia, che ne avrebbe avuti altri sei fra maschi e femmine, e fu battezzato in onore dello zio omonimo Howell Cobb, importante politico di livello nazionale; dei suoi fratelli minori, Thomas R. R. Cobb (1823-1862) sarebbe diventato come lui generale dell'esercito confederato, venendo ucciso alla battaglia di Fredericksburg. Tra i suoi discendenti, il nipote Andrew C. Erwin (1884-1941, figlio della figlia Mary Ann Cobb) fu sindaco di Athens. Altri suoi parenti di rilievo furono Mildred Rutherford (1851-1928), figlia della sorella Laura Cobb, nota storica della guerra civile americana e apologeta confederata, e John T. Glenn (1844-1899), sindaco di Atlanta e figlio della sorella Mildred Cobb.
Nel 1819 la famiglia si trasferì ad Athens, dove Howell crebbe. Studiò legge all'università della Georgia, conseguendo il baccellierato nel 1834. Dopo due anni di apprendistato, nel 1836 divenne avvocato. Nel 1835 si sposò con Mary Ann Lamar (1818-1889); i due ebbero dodici figli, ma solo sei sopravvissero fino all'età adulta: John Addison II (1838-1925), James Lamar (1840-1907), Howell Jr. (1842-1909), Mary Ann (1850-1930), Sarah Mildred (1854-1933) e Andrew Jackson (1857-1925). A livello religioso Cobb non espresse mai una chiara affiliazione: non era infatti devoto a nessun movimento in particolare, benché privatamente avesse convinzioni teiste; solo negli ultimi mesi di vita si avvicinò al battismo, pur non dichiarando mai una vera e propria intenzione di fede.

### Carriera politica

#### Inizi
Come il padre era un fervente democratico, e fin da giovane fu coinvolto in politica. Fin dalla carriera universitaria si professava grande sostenitore del presidente degli Stati Uniti d'America Andrew Jackson, e ciò gli permise di cominciare presto una brillante carriera politica. Durante il panico del 1837 la sua famiglia subì notevoli difficoltà finanziarie, poiché il padre John A. Cobb si era pesantemente indebitato e solo l'influenza politico-finanziaria del figlio riuscì a ripianare le perdite.
Nel 1837, ad appena ventidue anni, fu eletto procuratore generale del circuito occidentale della Georgia, rimanendo in carica fino al 1840, mentre dal 1843 venne eletto a più riprese alla Camera dei rappresentanti. Cobb seppe subito ambientarsi nella politica di Washington, inserendosi abilmente nei meccanismi amministrativi nazionali, diventando in pochi anni uno dei politici di riferimento del proprio partito. In particolare fu subito apprezzato per la neutralità e la pacatezza, mentre all'epoca la partigianeria e il fazionismo conditi da scontri dialettici, talvolta anche fisici e violenti, erano piuttosto comuni nella politica statunitense.
Presto Cobb si distinse come mediatore tra le fazioni che allora animavano la politica americana, da un lato gli abolizionisti del Nord, dall'altro i secessionisti estremi del Sud (fire-eaters, lett. "mangiafuoco"). Personalmente Cobb, la cui famiglia possedeva numerosi schiavi, era favorevole alla schiavutù degli afroamericani e quindi alla tutela degli usi del Profondo Sud, ma a differenza dei sudisti estremisti non vedeva nella secessione una soluzione percorribile, prediligendo piuttosto raggiungere un accordo coi vertici dell'Unione. Ciò gli causò quindi molte antipatie anche all'interno dello stesso Partito Democratico, che minarono la sua successiva carriera politica.

#### Rottura coi democratici sudisti
Nonostante la delicata situazione, durante gli anni 1840 si affermò come uno dei politici statunitensi più in vista: fu leader della minoranza democratica alla Camera dei rappresentanti tra il 1843 e il 1845, capo informale del Partito Democratico nel 1847 e poi speaker della Camera tra il 1849 e il 1851. Fu soprattutto nel ruolo di speaker che Cobb cercò di mediare tra le opposte correnti politiche nazionali: dopo la guerra messico-statunitense infatti l'annessione di nuovi territori aveva provocato un forte squilibrio tra stati schiavisti e stati liberi, coll'effettivo rischio che gli Stati Uniti precipitassero nella guerra civile tra Nord e Sud (come poi sarebbe infatti avvenuto). Per impedire il degenerare della situazione, Cobb cercò di conciliare le posizioni dei democratici schiavisti e dei loro avversari abolizionisti. Già nel 1846 si era dichiarato favorevole all'adozione del Wilmot Proviso, legge che avrebbe impedito ai territori strappati al Messico di legalizzare la schiavitù; i politici sudisti tuttavia si opposero fermamente al Proviso, e anche la proposta di Cobb di estendere la validità del compromesso del Missouri del 1820 non fu presa in considerazione, soprattutto per l'opposizione dell'ex-vicepresidente e sudista oltranzista John C. Calhoun.

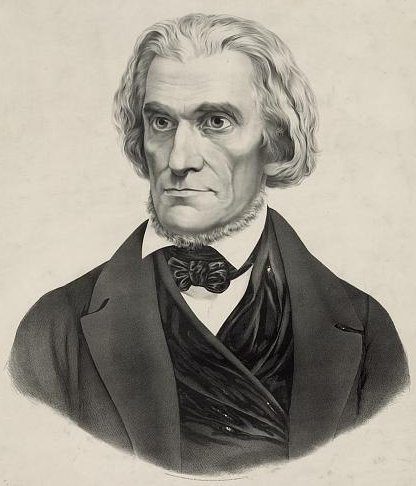
John C. Calhoun, vicepresidente degli Stati Uniti d'America e uno dei principali avversari politici di Cobb all'interno dei democratici

Presto Cobb divenne uno dei principali oppositori di Calhoun all'interno del Partito Democratico, e assieme ai suoi sostenitori cercò di trovare un accordo coi nordisti. L'opposizione a Calhoun, che allora deteneva virtualmente il controllo del Partito Democratico, costò a Cobb una larga parte del suo sostegno popolare, che prediligeva invece il fazionismo pro-sudista piuttosto che la linea di unità nazionale da lui promossa. Alle elezioni presidenziali del 1848 appoggiò il candidato democratico nordista Lewis Cass, che tuttavia fu sconfitto proprio per la contrarietà di buona parte dell'ala democratica sudista. Nonostante a livello locale Cobb godesse ancora di influenti appoggi come l'ex-governatore Wilson Lumpkin, in Georgia e nel Sud Cobb divenne assai impopolare; fu invece molto lodato nel Nord, e si avvicinò temporaneamente alle posizioni del rivale Partito Whig. Fu proprio il sostegno di una parte dei whig a permettere a Cobb di essere eletto speaker della Camera nel 1849, risultato all'apparenza impossibile per l'ostracismo subito da larga parte dei democratici; la votazione fu estenuante e richiese ben sessantatré scrutini, e uscì vincitore dall'ultimo solo perché la Camera determinò che per essere eletti fosse sufficiente una maggioranza relativa.

#### Il compromesso del 1850
Durante il suo mandato da speaker della Camera, Howell Cobb cercò di mantenersi equidistante da democratici e conservatori, astenendosi anche dal fare discorsi pubblici. I democratici, trinceratisi su posizioni schiaviste oltranziste, diedero inizio a un'intensa filibusta, che fu interrotta solo grazie all'accorta mediazione di Cobb.
Al prezzo di grande fatica e intenso sforzo diplomatico, Howell Cobb fu uno dei principali artefici del compromesso del 1850, accordo tra Nord e Sud che cercava di bilanciare il numero di Stati schiavisti e abolizionisti, così da non far pendere la politica statunitense da nessuna delle due parti dopo l'annessione di nuovi territori come la California, lo Utah, il Nuovo Messico e il Texas. Nonostante ciò la tensione negli Stati Uniti rimaneva palpabile; Cobb, capendo che soprattutto nel nativo Sud il compromesso difficilmente sarebbe stato accettato, decise di lasciare Washington per promuoverlo di persona. Egli era ben conscio della difficoltà dell'impresa, poiché tra tutti i politici democratici sudisti era stato il solo ad apporre la propria firma sul testo del compromesso. Rientrato nella natia Georgia, assieme ai conservatori Alexander H. Stephens e Robert Toombs riuscì a sventare i tentativi democratici promossi dal governatore George W. Towns di rigettare il compromesso, facendovi ufficialmente aderire il proprio Stato.

#### L'Unione Costituzionale e il governo della Georgia
Nel 1850 Howell Cobb fu tra i fondatori del Partito di Unione Costituzionale, un estremo tentativo di unire democratici e conservatori statunitensi per impedire la discesa nella guerra civile. Si candidò quindi a governatore della Georgia, dovendo sostenere un'accanita campagna elettorale contro i suoi detrattori, spesso franchi tiratori dello stesso Partito Democratico, che provocatoriamente proposero di estendere il compromesso del Missouri, cioè la posizione passata di Cobb che loro stessi avevano rigettato. Howell Cobb riuscì infine ad essere eletto per un mandato biennale in virtù della sua grande influenza, sconfiggendo l'ex-governatore e schiavista oltranzista Charles J. McDonald.
Inizialmente il governo di Cobb fu efficiente, occupandosi di ordinaria amministrazione ed elargendo numerosi fondi al sistema educativo statale. Presto tuttavia la sua autorità s'indebolì, soprattutto a causa dell'ostilità nei suoi confronti di ampie frange sudiste, che sentendo fortemente importanti il secessionismo e il problema della schiavitù, lo vedevano come un traditore vendutosi ai nordisti. Nella fattispecie Cobb perse consensi opponendosi al movimento secessionista, che stava rapidamente guadagnando popolarità nel Profondo Sud; il governatore infatti, non ritenendo la secessione un diritto dato dalla Costituzione americana, inizialmente vi si oppose con fermezza. Nel complesso Cobb rimase comunque ambiguo, dichiarando che l'ultima decisione spettava comunque ai cittadini e non alle autorità costituite.
Nel 1852, dopo appena due anni scarsi di vita, l'Unione Costituzionale collassò per l'abbandono dell'ala conservatrice guidata da Alexander H. Stephens e Robert Toombs, che lasciarono Howell Cobb politicamente isolato. Le divergenze con Stephens e Toombs derivarono principalmente dalle differenti intenzioni riguardo al futuro del partito: se i primi due volevano organizzarlo come un vero e proprio movimento nazionale, Cobb invece pare fosse intenzionato a farne un movimento di appoggio al Partito Democratico, programma ritenuto inaccettabile dai conservatori. Il punto di rottura giunse con le elezioni presidenziali del 1852: mentre Cobb sostenne il candidato democratico e futuro vincitore Franklin Pierce, Stephens e Toombs candidarono invece il segretario di Stato Daniel Webster; Webster morì poco prima delle elezioni, ma ormai la divisione all'interno dell'Unione Costituzionale era troppo profonda, e il partito si sciolse nell'estate 1852.
Nel 1853, ormai politicamente isolato e conscio dell'improbabilità di una sua rielezione, abbandonò la carica di governatore dopo un solo mandato senza ricandidarsi, ritirandosi temporaneamente a vita privata. Il suo successore, Herschel V. Johnson, era comunque un moderato a cui diede il proprio appoggio informale. Per un breve periodo si ritirò quindi dalla politica e tornò ad esercitare l'avvocatura.

#### Gli anni 1850

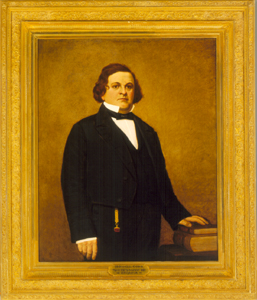
Ritratto di Howell Cobb di fine '800 conservato al Dipartimento del tesoro degli Stati Uniti d'America e basato su una sua fotografia scattata da Mathew Brady

Per alcuni anni, avverso sia ai whig che ai democratici, tentò di ricostruire con alterne fortune la propria carriera politica. Nello stesso 1853 cercò di candidarsi al Senato degli Stati Uniti, ma i democratici georgiani bloccarono la sua candidatura. Nel 1855 fu invece rieletto alla Camera dei rappresentanti, dove rioccupò il suo vecchio seggio. Una volta tornato alla ribalta nella politica nazionale, mantenne le sue posizioni anti-estreme, appoggiando ad esempio la fazione anti-schiavista del conflitto noto come Bleeding Kansas, denunciando le ingerenze sudiste negli ancora instabili governi del Kansas e del Nebraska. Nonostante l'appoggio iniziale, presto divenne critico anche delle politiche di Franklin Pierce, che giudicava troppo favorevoli ai secessionisti.

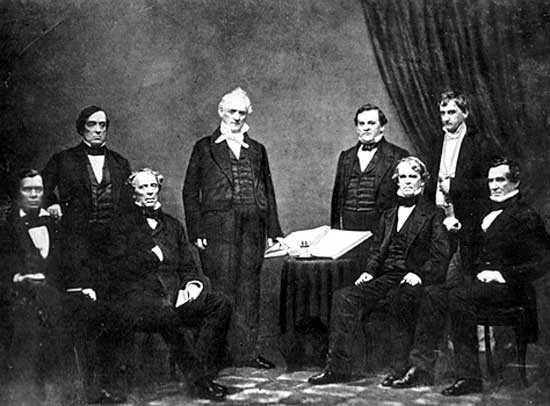
Il gabinetto di James Buchanan riunito in una foto del 1859 di Mathew Brady; Howell Cobb è dietro al leggio accanto al presidente

Howell Cobb rientrò definitivamente nelle alte sfere della politica americana divenendo attivo sostenitore di James Buchanan, anche suo amico personale, appoggiandolo nelle elezioni presidenziali del 1856. Una volta eletto presidente Buchanan ricompensò Cobb con la nomina a segretario al tesoro. Si ritrovò quindi ad affrontare il panico del 1857, crisi finanziaria superata a fatica dall'amministrazione Buchanan, sempre più incapace di gestire il precipitare dell'ordine pubblico statunitense. Alcuni storici hanno sottolineato come, a fronte delle frequenti indecisioni di Buchanan e dei suoi collaboratori come Lewis Cass, in più occasioni fu Howell Cobb a prendere le redini del governo statunitense, pur agendo sempre in nome del presidente.
Sul finire degli anni 1850 Howell Cobb lottò strenuamente per tenere assieme il Partito Democratico, ormai sempre più diviso tra le varie correnti, in particolare moderati e schiavisti oltranzisti, a loro volta suddivisi per aree geografiche, ovvero tra nordisti e sudisti. Nonostante la sua influenza, Cobb non riuscì a preservare l'unità democratica, e ciò portò alla sconfitta del suo partito e alla vittoria del repubblicano Abraham Lincoln alle elezioni presidenziali del 1860.

#### Candidatura a presidente
In previsione delle difficoltà democratiche alle elezioni del 1860, Cobb tentò di ottenere la nomina a candidato del proprio partito. La sua base elettorale georgiana era tuttavia spaccata dal fazionismo: ad un'eventuale nomination di Cobb si opposero sia il potente governatore autonomista della Georgia Joseph E. Brown che i conservatori ed ex-alleati di Cobb Stephens e Toombs, schierati con l'altro candidato Stephen A. Douglas.
La candidatura di Cobb fu promossa soprattutto dai suoi parenti più stretti e influenti, come il fratello Thomas R. R. Cobb e il cognato John B. Lamar. Cobb e i suoi sostenitori, in previsione del congresso dei democratici georgiani del dicembre 1859, tentarono di assicurarsi la fedeltà dei delegati tramite corruzioni e favori (pratica affatto diffusa all'epoca), ma il ruolo di Cobb nell'indecisa e fallimentare amministrazione di James Buchanan finì per compromettere la sua candidatura. In apparenza nel giugno 1859 i delegati georgiani si mostrarono favorevoli a Cobb appoggiando le sue posizioni pro-amministrazione, ma la mancanza dell'appoggio dell'uscente Buchanan e la vicenda dell'attivista abolizionista John Brown causarono una recrudescenza di secessionismo estremo, portando la candidatura di Cobb al fallimento.
Nel congresso democratico di Milledgeville dell'8 dicembre 1859 Howell Cobb fu dichiarato il candidato della Georgia, ma un successivo congresso del marzo 1860 indetto dai nemici di Cobb rinnegò di fatto il precedente; i delegati georgiani quindi, durante le consultazioni col resto dei politici democratici della nazione, votarono in maniera sparsa, dissolvendo le speranze di Cobb di essere candidato dal partito. Cobb, compresa la sconfitta, diede quindi il proprio endorsement al democratico sudista John C. Breckinridge.

### La guerra di secessione

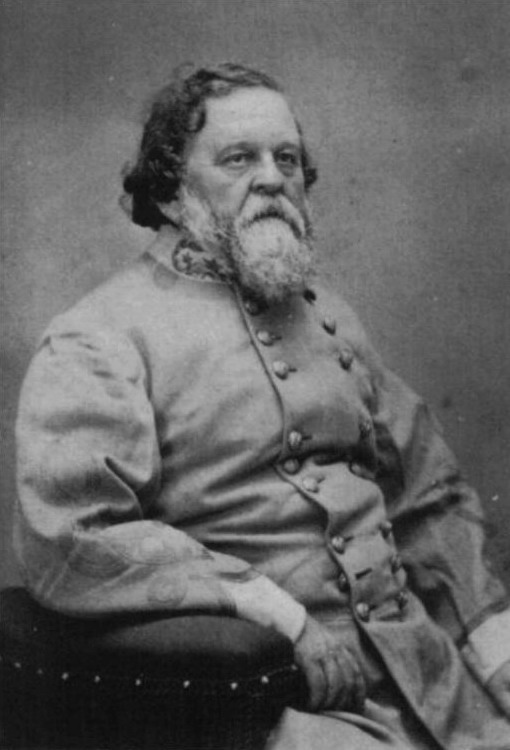
Howell Cobb in uniforme durante la guerra di secessione

#### Fondazione della Confederazione
(Howell Cobb al cognato John B. Lamar dopo l'esecuzione di John Brown.)
Realizzato lo sfacelo del Partito Democratico e persa ogni speranza di compromesso tra nordisti e sudisti, Howell Cobb si rassegnò all'andamento degli eventi. Il 4 dicembre 1860 James Buchanan dichiarò illegale la secessione di qualsiasi Stato dell'Unione; contrariato da ciò e non intenzionato a sottostare a Lincoln, che riteneva un'abolizionista estremo, Howell Cobb rassegnò le proprie dimissioni dal Dipartimento del Tesoro il successivo 10 dicembre. Deciso a supportare infine quella secessione che per così tanto tempo aveva contrastato, rientrò subito in Georgia e preparò il proprio Stato all'ormai imminente abbandono dell'Unione. La Georgia proclamò la secessione dagli Stati Uniti nel gennaio 1861, e subito elesse Cobb come suo rappresentante.
Allo scoppio della guerra civile americana divenne subito uno dei politici sudisti di rilievo, assumendo il controllo del congresso provvisorio confederato quando esso si formò a Montgomery il 24 febbraio 1861 e venendone eletto presidente per acclamazione, nonostante un discorso inaugurale del tutto privo di passione che lasciava trasparire la sua contrarietà alla piega che aveva preso la politica americana. Come presidente del congresso confederato, fu tra i principali redattori della costituzione degli Stati Confederati d'America, facendola ratificare nello stesso 1861. Data la sua grande statura politica, alcuni lo volevano a capo della neonata Confederazione, ma i suoi vecchi nemici democratici riuscirono a minare la sua candidatura, e infine ad essere designato fu Jefferson Davis. Cobb comunque, ligio alle sue convinzioni unioniste, in una lettera alla moglie del 3 febbraio 1861 aveva già affermato di non desiderare affatto la presidenza dello Stato ribelle.
Come presidente del Congresso confederato, accettò il giuramento di fedeltà di Jefferson Davis all'inaugurazione della sua presidenza il 18 febbraio 1861, primo e unico insediamento di un presidente confederato. Finché il Congresso provvisorio fu attivo, Howell Cobb si occupò di approvare le sue leggi e deliberazioni, godendo del privilegio di votare per primo durante le consultazioni. Durante il mandato di Cobb la Confederazione formò quindi la sua ossatura politica, fiscale e logistica, rimasta comunque sempre parzialmente inattiva o malfunzionante a causa della guerra contro Washington.

#### Generale confederato
Allo scioglimento del congresso provvisorio nel 1862 decise di abbandonare la politica attiva per combattere attivamente nell'esercito confederato. Per il poco entusiasmo verso la politica confederata, già il 28 agosto 1861 era stato ammesso nell'esercito sudista come colonnello, e aveva quindi cominciato ad operare nella campagna peninsulare col 16º Reggimento della Georgia, da lui stesso reclutato tra i suoi sostenitori nel luglio precedente. Promosso brigadier generale il 12 febbraio 1862, partecipò alla campagna peninsulare, segnatamente all'assedio di Yorktown e alle battaglie dei Sette Giorni, e in seguito alla battaglia di South Mountain. Tra il febbraio e il marzo 1862 s'incontrò col generale unionista John E. Wool per concordare reciproci scambi di prigionieri. Sul campo di battaglia fu spesso sottoposto dei generali John B. Magruder e Lafayette McLaws.
Durante l'aprile-maggio del 1862 si distinse all'assedio di Yorktown, presidiando la Warwick Line e respingendo i ripetuti assalti nordisti per violarla. Il 14 settembre 1862 la brigata di Cobb, staccatasi dal resto dell'esercito confederato durante la campagna del Maryland, fu assalita dal generale unionista William B. Franklin, risultando nella battaglia di Crampton's Gap. Lo scontro fu feroce: i confederati vennero decimati, e tra i caduti vi fu anche John B. Lamar, cognato di Cobb e uno dei suoi principali confidenti. Cobb tuttavia mantenne il controllo delle proprie truppe e riuscì a ritirarsi, coprendo le truppe del generale McLaws e costringendo i nordisti, pochi giorni più tardi, ad affrontare di nuovo i sudisti alla battaglia di Antietam, lo scontro armato più sanguinoso della guerra civile fino ad allora.

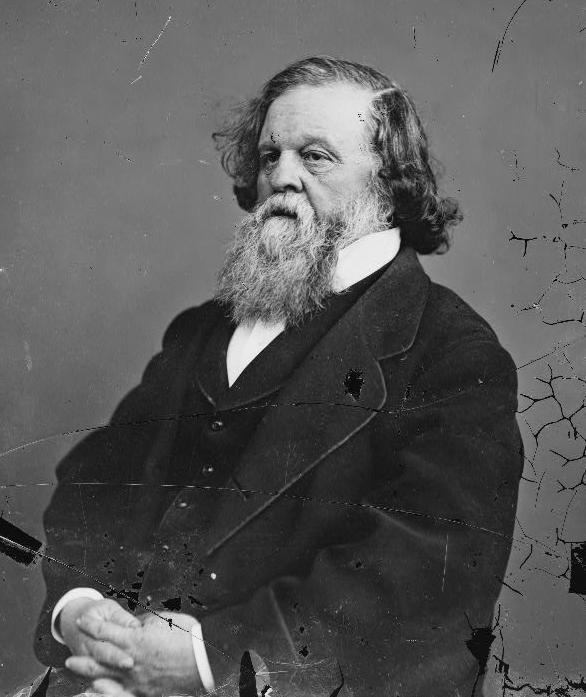
Howell Cobb negli ultimi anni

Nel 1863 venne trasferito in Florida, dove fece parte della commissione militare incaricata di indagare sulle disfatte sudiste di Vicksburg, Jackson e Port Hudson. Fu poi trasferito nella natia Georgia, divenendone comandante in capo col grado di maggior generale con promozione del 9 settembre 1863. Durante il suo ritorno in Georgia cercò di mediare nel persistente conflitto tra il presidente confederato Jefferson Davis e il governatore autonomista e suo vecchio rivale politico Joseph E. Brown, anti-confederato che cercava in tutti i modi di minare lo sforzo bellico sudista.
Fu sua l'idea di costruire un campo di prigionia di massa per i nemici catturati, e ciò portò alla creazione della prigione di Andersonville, una tra i primi campi di concentramento della storia. Oltre che proporne la realizzazione, Cobb contribuì anche alla localizzazione del sito dove costruire la prigione, che infatti sorse presso la cittadina georgiana di Andersonville, e visitò in alcune occasioni il complesso. Dal 1864, quando ormai la guerra cominciava ad apparire chiaramente persa per il Sud, cominciò a tenere discorsi propagandistici per aumentare il morale della popolazione e farla contribuire allo sforzo bellico, ottenendo tuttavia modesto successo. Col deteriorarsi della situazione confederata, durante il 1864 Cobb riuscì forzosamente a reclutare quattro nuovi reggimenti in Georgia, tuttavia male armati e peggio addestrati, che quindi contribuirono in maniera minimale allo sforzo bellico. Tra i sudisti più determinati, oppose una delle ultime resistenze confederate della guerra durante la battaglia di Columbus del 16 aprile 1865, tentando di respingere l'invasione nordista della Georgia; sconfitto e persa quindi l'ultima possibilità di difendere il Sud, depose infine le armi a Macon il 20 aprile successivo, undici giorni dopo la resa del generale Lee ad Appomattox. Compresa la sconfitta finale della Confederazione, si consegnò quindi al generale nordista James H. Wilson.

### Gli ultimi anni nel dopoguerra
Dopo la resa, Cobb fu detenuto per un breve periodo dall'esercito nordista, ma fu poi rilasciato. Mentre il Sud veniva occupato dall'esercito fedele a Washington, Cobb si stabilì a Macon, lì dove si era arreso, e per alcuni mesi tornò a fare l'avvocato aprendo uno studio legale. Dopo la fine della guerra, quando la famiglia Cobb fu costretta a liberare i propri schiavi afroamericani, risultò che Howell Cobb era uno dei piantatori più ricchi dello Stato, possedendo oltre mille schiavi, molti dei quali rimasero comunque ad abitare presso gli antichi padroni.
In quanto compromesso col governo confederato, durante l'era della ricostruzione dovette astenersi dal fare dichiarazioni pubbliche per non essere perseguito legalmente. Quando tuttavia il presidente Andrew Johnson lo perdonò ufficialmente nel 1868, Cobb tenne una serie di discorsi pubblici in cui denunciava i repubblicani radicali. Negli stessi mesi aveva mostrato sintomi di angina pectoris, che tuttavia non avevano destato preoccupazioni. Nell'autunno del 1868 visitò lo Stato di New York, tenendo discorsi a Niagara Falls e Saratoga Springs. Durante la tappa successiva a New York, il 9 ottobre 1868, nel corso di un'accesa conversazione nell'atrio del suo albergo sulla Quinta Strada, morì improvvisamente per un colpo apoplettico, a cinquantatré anni: intento a conversare con un amico reverendo e un ex-membro del suo stato maggiore durante la guerra, all'arrivo della moglie e della figlia Mary Ann si fece da parte, sedendosi sulla scalinata dell'albergo apparendo affaticato; pochi minuti più tardi il gruppo di amici e parenti, vedendolo silenzioso e immobile, lo scosse, accorgendosi che era morto. Fu sepolto ad Athens, la città dov'era cresciuto.

## Ideologia politica
Come politico, Howell Cobb era inizialmente un pragmatico, sostenitore dei diritti dei singoli Stati dell'Unione ma anche di un forte potere centrale che potesse gestire le crisi nazionali (aveva ad esempio approvato pienamente le azioni di contrasto di Andrew Jackson alla crisi della Nullificazione del 1832-33) e soprattutto evitare conflitti interni. A differenza dei sudisti estremi, era contrario all'espansione forzosa della schiavitù negli Stati Uniti d'America, nonostante personalmente la sostenesse.
Almeno inizialmente, per Cobb la mediazione tra Nord e Sud era imprescindibile, e il suo Partito di Unione Costituzionale, che cercava di coalizzare i diversi animi in seno alla politica americana, all'indomani del compromesso del 1850 ebbe un temporaneo successo elettorale. Durante gli anni 1850 era quindi considerato come uno dei più importanti statisti americani, fautore di una mediazione tra le varie anime del panorama politico statunitense, motivo per cui nel periodo antebellico era assai rispettato. Al tempo, parlando del problema della secessione, Cobb non la riteneva legittima, poiché sosteneva la sacralità della costituzione americana, che riteneva eternamente vincolante per gli Stati che l'avessero riconosciuta. Astutamente tuttavia dichiarò anche che la secessione era accettabile solo in caso di azioni di tirannia da parte del governo centrale tali da sfociare in una rivoluzione, che in tali circostanze egli avrebbe considerato legittima.
Le tensioni crescenti e la sempre più grande disillusione derivata dal fazionismo politico interno portarono Cobb ad abbandonare gradualmente le posizioni moderate, spingendolo verso l'aperto secessionismo, tanto da divenirne uno dei principali esponenti nazionali. Anche mentre sosteneva l'Unione, Cobb era rimasto un difensore della schiavitù, essendo egli stesso proprietario di schiavi, e ciò col tempo lo inclinò naturalmente verso posizioni filo-sudiste. Cercando una posizione intermedia, inizialmente ritenne il secessionismo accettabile solo in caso di serio pericolo per la libertà dei cittadini statunitensi. In seguito rinnegò la sua originale politica unionista e divenne campione del secessionismo, posizione politica per cui è principalmente ricordato dalla storiografia.
Generalmente il suo ruolo nel governo confederato è considerato meno rilevante di quello di altre figure come Alexander H. Stephens e Robert Toombs, ma il contributo di Cobb alla fondazione degli Stati Confederati d'America fu determinante. La sua fama di statista riconosciuto legittimò le istanze sudiste del 1860-61, favorendo la secessione di buona parte del Profondo Sud.
Dopo la fine della guerra di secessione divenne un aperto critico della Ricostruzione del Sud voluta dai nordisti. Nonostante ciò, a livello personale non rinnegò mai le proprie iniziali posizioni unioniste, giudicando il suo cambio di politica frutto delle circostanze e del periodo storico.

## Eredità

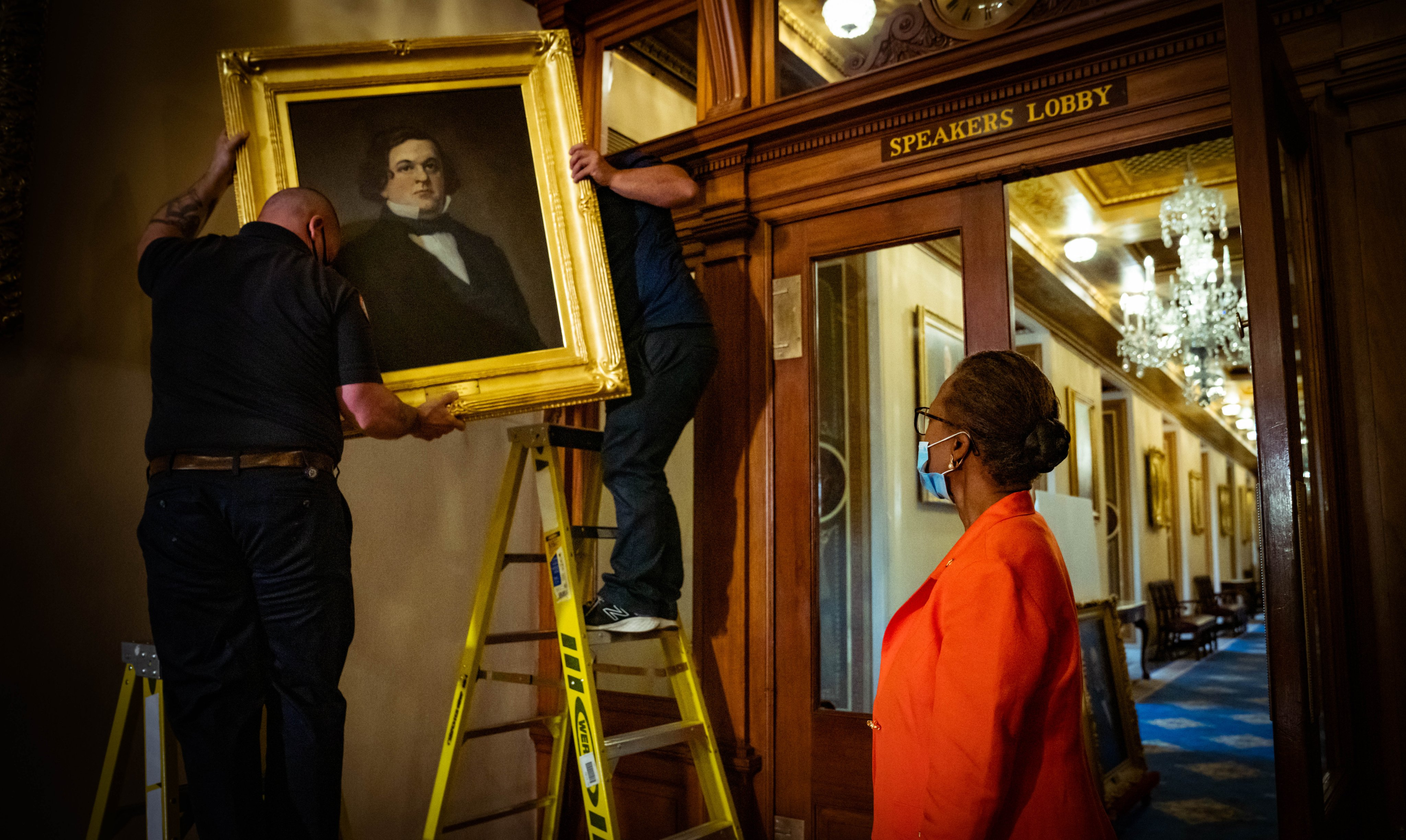
La rimozione del ritratto di Howell Cobb, ordinata da Nancy Pelosi nel 2020

La contea di Cobb non è dedicata a lui, ma al cugino Thomas W. Cobb, influente politico georgiano di inizio XIX secolo. Gli è invece dedicata una strada nella città di Acworth, in Georgia. Nonostante la sua lunga storia di mediatore della politica statunitense, è principalmente ricordato per il suo supporto alla Confederazione e alla causa sudista.
Come ex-speaker della Camera dei Rappresentanti il suo ritratto era appeso nelle aule governative a Washington, finché nel 2020 Nancy Pelosi lo ha fatto rimuovere per il ruolo avuto da Cobb nella nascita della Confederazione e quindi nella guerra civile americana. Il ritratto di Cobb, rimosso assieme a quelli degli speaker sudisti Robert Mercer Taliaferro Hunter, James L. Orr e Charles F. Crisp, è stato spostato in un magazzino e non è più visibile al pubblico.